# Gábor Szetey
Gábor Szetey (* 6. Januar 1968) ist ein ungarischer Politiker und Manager.

## Leben
Nach seiner Schulzeit studierte Szetey an der Corvinus-Universität Budapest Wirtschaftswissenschaften. Danach war er als Berater in der Wirtschaft für verschiedene Unternehmen in Budapest tätig. Von 2001 bis 2002 war er für das Unternehmen Kraft Foods Ungarn und von 2002 bis 2004 für das Unternehmen Phillip Morris Ungarn tätig. 
2006 wurde er von der ungarischen Regierung von Ferenc Gyurcsány zum Staatssekretär ernannt. Szetey ist Mitglied der Ungarischen Sozialistischen Partei.
Szetey lebt offen homosexuell in Budapest.